# 모기향

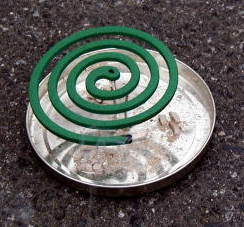

제조된 모기향을 정렬하여 늘어놓고 있다.

모기향은 모기 등의 벌레를 퇴치하기 위해 피우는 일종의 향이다.

## 역사
현대적인 모기향의 발명 이전에도 모기를 비롯한 각종 해충을 쫒아내려는 시도는 있어왔다. 대표적으로 각종 향 종류는 해충 구제도 사용 목적 중 하나였고, 마른 건초를 마당에서 태움으로서 벌레를 쫒아내는 방법은 이전부터 널리 쓰였으며, 한국의 경우 옛날에는 모기를 쫒기 위해 쑥을 피웠다. 이러한 전통적인 방법들은 모기향의 발명으로 인해 거의 사라졌으며, 모기향이 그 자리를 대체하게 되었다.

## 모기향의 종류

### 나선형 모기향
불에 직접 태우는 나선 형태의 향. 톱밥과 고무나무를 살충 성분을 첨가하여 나선 형태로 뭉쳐놓아서 만든다. 1890년 일본 살충제업체 대일본제충국(킨쵸) 창업주 우에야마 에이이치로(上山英一郎, 1862-1943)가 최초로 개발하였다. 나선 형태를 띄는 건 똬리를 튼 뱀의 형태를 보고 영감을 얻어 만들었으며, 이전에 쓰이던 여러 향 종류에 비해 긴 지속시간을 가지게 하기 위함이라고 한다.
직접적으로 불에 태우므로 연기가 상당히 독하며, 살충성분이 연소 과정에서 사방으로 퍼져나가니, 효과 자체는 전기 모기향에 비해 압도적이다. 다만, 불에 태우는만큼 화재의 위험이 있고, 연기가 발생하니 미세먼지의 발생으로 인한 대기 오염 문제가 있다. 또한 모기향 1개를 연소시켰을 때 나오는 포름알데히드는 담배 1갑 정도와 맞먹는 분량이다. 또한 40~50개피만큼의 미세먼지도 함께 나오는 것으로 알려져 있다.주성분 중 알레트린이라는 물질은 농약에 사용되는 것으로 밀폐된 공간에서 사용하여 공기 중 농도가 높아지면 일시적인 마비나 두통, 비염, 천식을 불러오기도 한다. 따라서, 화기 근처에서는 사용하지 말고, 실내에서 사용 할 시 환기에 신경써야 한다. 애초에 실외에서 사용하는 것을 전제하에 제조된 물건이다.
사용한 후 재가 남는데 이 재가 분말이라서 바람이라도 불면 사방으로 흩뿌려지고 또한, 이를 치우고 정리하는 일도 상당히 번거롭다.

### 매트형 전기 모기향
위에 나선형과 마찬가지로 일본에서 발명되었고 1963년 후마칼라라는 회사에서 베이프 매트라는 제품으로 최초로 출시하였다.
기존 나선형 모기향이 실내에서 사용하기에는 다소 부적합 하기에 실내 사용을 전제하여 제작된 물건이다. 살충 성분이 함유된 매트를 작은 철판위에 얼려놓고 가열된 철판이 약제를 증발시켜 허공에 살포한다. 훈증기라고도 한다. 비록 효과 자체는 다소 나선형에 비해 떨어질지언정, 냄새가 상대적으로 덜하고 연소가 아닌 증발이므로 대기 오염 문제에서 자유롭다.
단점은 지속시간이 상당히 짧다. 보통 평균 수면시간인 약 8시간 사용을 전제하고 만들었다고는 하지만 실상은 2시간 이상만 지나도 약제가 거의 다 증발해버린다. 그래서 매트를 2시간 주기로 교체하는 것이 권장된다.이러다보니 쓰레기도 제법 많이 발생한다.

### 액상형 전기 모기향
기존 매트형의 짧은 지속시간과 잦은 교체주기를 보완하기 위해 개발된 신종 모기향. 액체가 담긴 플라스틱 병을 제품에 장착하며, 병속의 액체를 증발켜서 약제를 살포한다.
매트형과 비교하면 지속시간이 매우 길다는 것이 장점으로, 제품마다 다르나 개당 약 15 ~ 30일 정도 사용이 가능하다. 매트형의 잦은 교체 주기, 그로 인한 대량의 쓰레기 발생이 번거롭다면 액상형이 좋은 대안이 될 수 있다.나선형, 매트형 모기향보다 편의 면에서는 압도적이다.
단점은, 액체이므로 누출의 위험이 존재한다. 제품을 잘못 사용하면 안에 들어있는 액체가 새서 고장을 일으 킬 수 있다.